# Hanshin Koshien Stadion
A Hanshin Koshien Stadion (阪神甲子園球場, Hanshin Kōshien Kyūjō) 43 508 fős befogadóképességű baseballstadion Nisinomijában (Hjógo prefektúra, Japán). 1924. augusztus 1-én nyílt meg. A Hanshin Tigers stadionja, a csapat a Nippon Professional Baseballban (NPB) szerepel.